# Thiouville
Thiouville é uma comuna francesa na região administrativa da Normandia, no departamento de Sena Marítimo. Estende-se por uma área de 5,88 km². Em 2010 a comuna tinha 306 habitantes (densidade: 52 hab./km²).